# Bahnhof München Rosenheimer Platz
Der zweigleisige Tunnelbahnhof Rosenheimer Platz ist einer der elf Stammstreckenbahnhöfe der S-Bahn München. Er liegt unter dem gleichnamigen Platz und der Rosenheimer Straße im Münchner Stadtteil Haidhausen.

## Beschreibung
Der Bahnhof wurde wie die anderen Tunnelbahnhöfe der Stammstrecke 1972 eröffnet, Baubeginn war 1966. Die Rolltreppen, Säulen und der Zierstreifen sind in gelb, der Erkennungsfarbe des Bahnhofs, gehalten. Wie sein nordwestlicher Nachbar, der Bahnhof München Isartor, besitzt der Bahnhof keinen Anschluss zur U-Bahn oder zum Fernverkehr, sondern nur zur Trambahn. Im Jahr 2007 benutzten täglich (Mo–Fr) 55.600 Ein-, Aus und Umsteiger den Haltepunkt.
Die beiden Aufgänge des Bahnsteigs führen jeweils in ein Zwischengeschoss. Der nordwestliche Ausgang führt zu beiden Seiten der Rosenheimer Straße, der südöstliche auf den Rosenheimer Platz, mit einem Aufgang zum Bürogebäude am Rosenheimer Platz 4.
Über den nordwestlichen Ausgang ist das Kulturzentrum am Gasteig mit den Konzertsälen, der Münchner Volkshochschule und der Zentralstelle der Münchner Stadtbibliothek zu erreichen. Wegen der Konzertsäle wurden beim Bau des Kulturzentrums schalldämmende Maßnahmen an den Gleisen durchgeführt.
An einem der südöstlichen Ausgänge liegt die Straßenbahnhaltestelle der Linie 25. Die Verknüpfung der Trambahnlinie 25 zwischen Max-Weber-Platz und Grünwald mit der S-Bahn-Stammstrecke war ein wichtiges Argument für den Bau der Trambahn-Osttangente, die am 8. November 1997 in Betrieb genommen wurde.
Am Ausgang zur Weißenburger Straße begannen im Herbst 2017 Bauarbeiten, um dort einen Muster-Treppenaufgang für die Umgestaltung sämtlicher Bahnsteigzugänge der Münchner S-Bahn-Tunnelstationen zu errichten; im Juni 2018 wurde er in Betrieb genommen. Er weist neben einer neuen Fahrtreppe unter anderem beleuchtete Treppengeländer und beheizte Treppenstufen auf.
Der Bahnsteig ist 210 Meter lang und 96 cm hoch.

## Verkehr

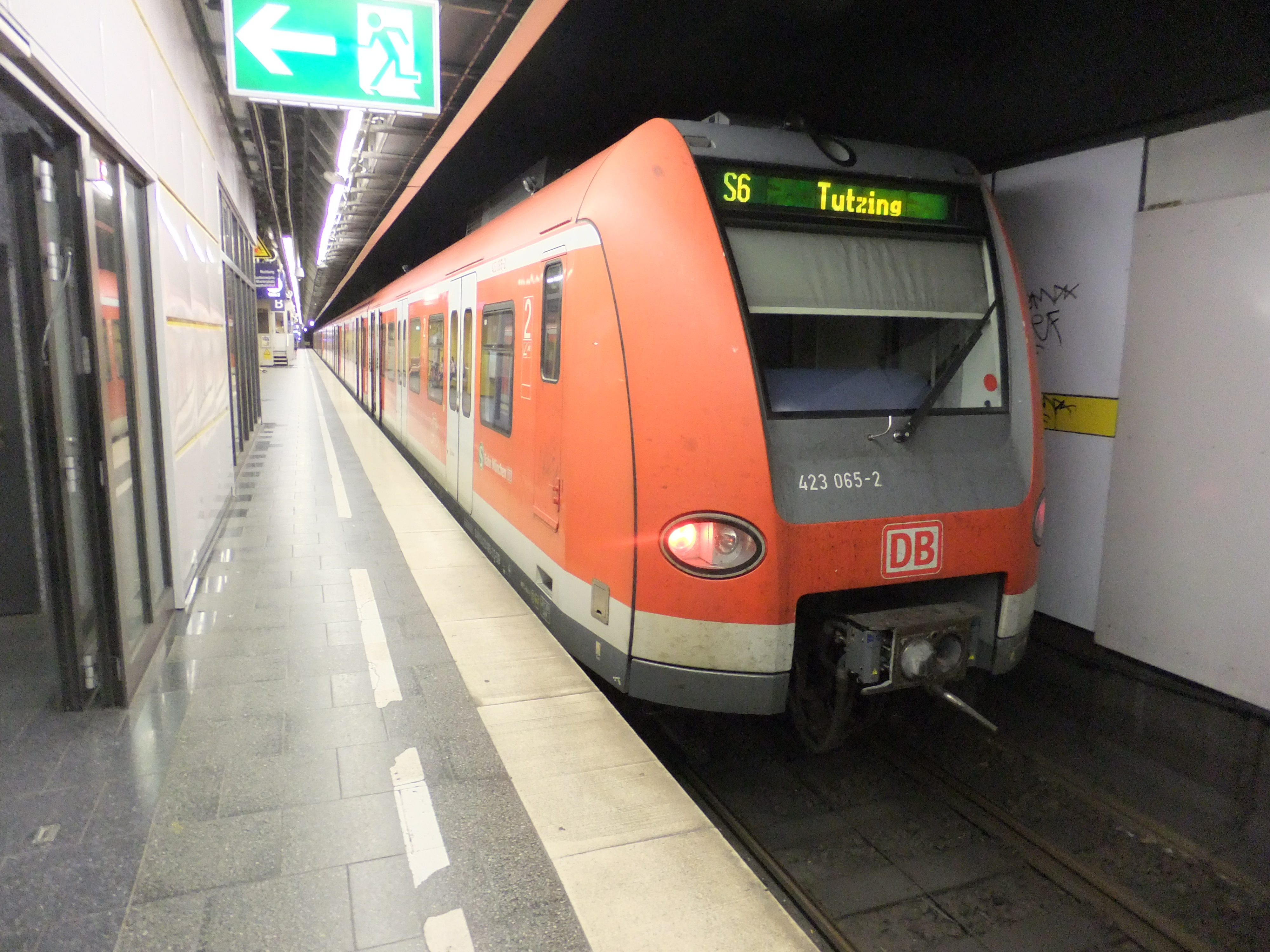
DB-Baureihe 423 auf der Linie S6 im Bahnhof München Rosenheimer Platz

| Linie | Verlauf | Takt   |
| ----- | --- | ------ |
| S1    | Freising – Pulling – Neufahrn / Flughafen München – Flughafen Besucherpark – Neufahrn – Eching – Lohhof – Unterschleißheim – Oberschleißheim – Feldmoching – Fasanerie – Moosach – Laim – Hirschgarten – Donnersbergerbrücke – Hackerbrücke – Hauptbahnhof – Karlsplatz (Stachus) – Marienplatz – Isartor – Rosenheimer Platz – Ostbahnhof – Leuchtenbergring | 20 min |
| S2    | Petershausen – Vierkirchen-Esterhofen – Röhrmoos – Hebertshausen – Dachau / Altomünster – Kleinberghofen – Erdweg – Arnbach – Markt Indersdorf – Niederroth – Schwabhausen – Bachern – Dachau Stadt – Dachau – Karlsfeld – Allach – Untermenzing – Obermenzing – Laim – Hirschgarten – Donnersbergerbrücke – Hackerbrücke – Hauptbahnhof – Karlsplatz (Stachus) – Marienplatz – Isartor – Rosenheimer Platz – Ostbahnhof – Leuchtenbergring – Berg am Laim – Riem – Feldkirchen – Heimstetten – Grub – Poing – Markt Schwaben – Ottenhofen – St. Koloman – Aufhausen – Altenerding – Erding | 20 min |
| S3    | Mammendorf – Malching – Maisach – Gernlinden – Esting – Olching – Gröbenzell – Lochhausen – Langwied – Pasing – Laim – Hirschgarten – Donnersbergerbrücke – Hackerbrücke – Hauptbahnhof – Karlsplatz (Stachus) – Marienplatz – Isartor – Rosenheimer Platz – Ostbahnhof – St.-Martin-Straße – Giesing – Fasangarten – Fasanenpark – Unterhaching – Taufkirchen – Furth – Deisenhofen – Sauerlach – Otterfing – Holzkirchen | 20 min |
| S4    | Geltendorf – Türkenfeld – Grafrath – Schöngeising – Buchenau – Fürstenfeldbruck – Eichenau – Puchheim – Aubing – Leienfelsstraße – Pasing – Laim – Hirschgarten – Donnersbergerbrücke – Hackerbrücke – Hauptbahnhof – Karlsplatz (Stachus) – Marienplatz – Isartor – Rosenheimer Platz – Ostbahnhof – Leuchtenbergring – Berg am Laim – Trudering (– Gronsdorf – Haar – Vaterstetten – Baldham – Zorneding – Eglharting – Kirchseeon – Grafing Bahnhof – Grafing Stadt – Ebersberg) | 20 min |
| S5    | Kreuzstraße – Großhelfendorf – Peiß – Aying – Dürrnhaar – Höhenkirchen-Siegertsbrunn – Wächterhof – Hohenbrunn – Ottobrunn – Neubiberg – Neuperlach Süd – Perlach – Giesing – St.-Martin-Straße – Ostbahnhof – Rosenheimer Platz – Isartor – Marienplatz – Karlsplatz (Stachus) – Hauptbahnhof – Hackerbrücke – Donnersbergerbrücke – Hirschgarten – Laim – Pasing (– Westkreuz – Neuaubing – Freiham – Harthaus – Germering-Unterpfaffenhofen – Geisenbrunn – Gilching-Argelsried – Neugilching – Weßling)                                                                                 | 20 min |
| S6    | Tutzing – Feldafing – Possenhofen – Starnberg – Starnberg Nord – Gauting – Stockdorf – Planegg – Gräfelfing – Lochham – Westkreuz – Pasing – Laim – Hirschgarten – Donnersbergerbrücke – Hackerbrücke – Hauptbahnhof – Karlsplatz (Stachus) – Marienplatz – Isartor – Rosenheimer Platz – Ostbahnhof – Leuchtenbergring – Berg am Laim – Trudering – Gronsdorf – Haar – Vaterstetten – Baldham – Zorneding – Eglharting – Kirchseeon – Grafing Bahnhof – Grafing Stadt – Ebersberg | 20 min |
| S8    | Herrsching – Seefeld-Hechendorf – Steinebach – Weßling – Neugilching – Gilching-Argelsried – Geisenbrunn – Germering-Unterpfaffenhofen – Harthaus – Freiham – Neuaubing – Westkreuz – Pasing – Laim – Hirschgarten – Donnersbergerbrücke – Hackerbrücke – Hauptbahnhof – Karlsplatz (Stachus) – Marienplatz – Isartor – Rosenheimer Platz – Ostbahnhof – Leuchtenbergring – Daglfing – Englschalking – Johanneskirchen – Unterföhring – Ismaning – Hallbergmoos – Flughafen Besucherpark – Flughafen München                                                                                | 20 min |